# Russischer Marsch
Russischer Marsch (Marche russe en français) est une marche de Johann Strauss II (op. 426). Elle est créée en Russie le 29 avril 1886 dans la salle d'équitation du régiment de la garde à Saint-Pétersbourg.

## Histoire
En 1886, Johann Strauss visite la Russie pour la première fois depuis 1869,  à la suite d'une invitation des dames de la société de Saint-Pétersbourg à participer à des événements caritatifs. Lors d'un concert de gala dans l'immense salle de l'école d'équitation du régiment de la garde de cavalerie russe, le compositeur présente la valse Les Dames de Saint-Peterbourgh, écrite spécialement pour son voyage en Russie, laquelle s'est fait connaître sous le titre Wiener Frauen (op. 423). La polka An der Wolga (op. 425) est également écrite à cette époque. En plus de ces œuvres, de nombreuses œuvres composées par Johann Strauss lors de voyages antérieurs en Russie sont également  jouées. Parmi les œuvres récentes figure la marche Garde à Cheval, rebaptisée plus tard Marche russe. Elle est dédiée au tsar Alexandre III. Le voyage en Russie de 1886 sera d'ailleurs le dernier du compositeur.

## Durée
Le temps de lecture sur le CD répertorié en références est de 4 minutes et 2 secondes. Cette durée peut varier quelque peu, selon l'interprétation musicale du chef d'orchestre.

## Postérité
La pièce est  jouée lors du célèbre concert du nouvel an à Vienne : en 1941 (Clement Kraus), 1972 (Willi Boskovsky), 1997 (Riccardo Mutti) et 2008 (Georges Prêtre).